# Hor (Burang)
Die Gemeinde Hor (chinesisch 霍尔乡, Pinyin Huò’ěr Xiāng) ist eine Gemeinde des Kreises Burang im Regierungsbezirk Ngari im Südwesten des Autonomen Gebiets Tibets in der Volksrepublik China. Sie hat eine Fläche von 6.274 Quadratkilometern und 1.951 Einwohner (Stand: Zensus 2010). Hor liegt an der Nordostecke des Manasarovar-Sees (Mapham Yutsho).